# マンバ装甲兵員輸送車
マンバ（Mamba）は、南アフリカ共和国のBAEシステムズ・ランドシステムズ OMCがブッフェル装甲兵員輸送車の後継としてウニモグをベースに設計した、四輪式の装甲兵員輸送車である。

## 概要
マンバ装甲車は、道路のインフラが貧弱であるか、全く整備されていない地域での運用を前提に設計されている。見た目の形状はライトバンに似たものとなっている。
また、1970-80年代に南アフリカ共和国が設計した装甲兵員輸送車に共通する特徴として、対戦車地雷の爆風を車体の左右に逃がすために車体底部をV字型にしている。
アパルトヘイト政策廃止後は南アフリカ共和国の主要な輸出商品の1つとなり、世界各国でPKO任務などに投入されている。

## 派生型

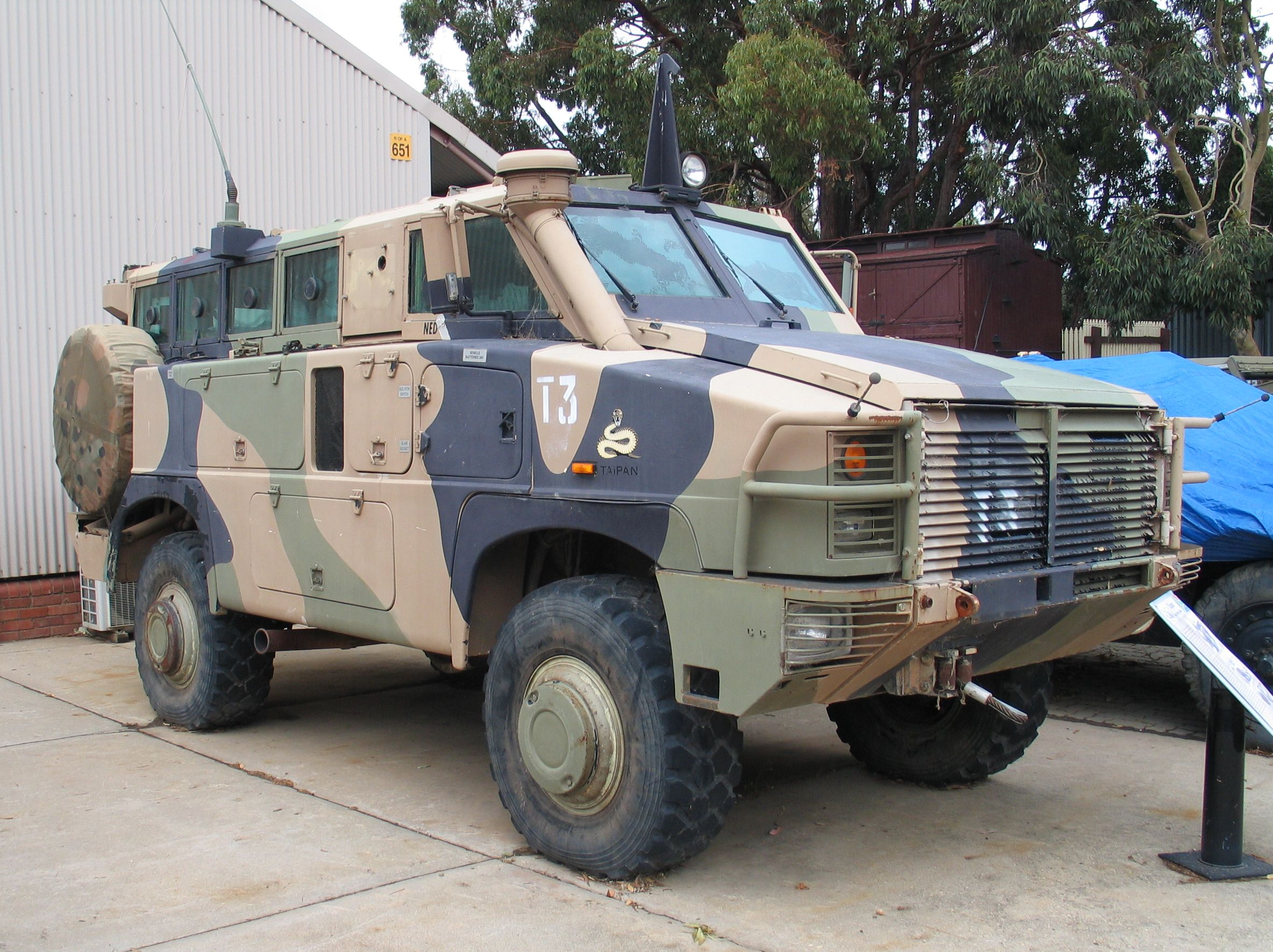
オーストラリア陸軍戦車博物館に展示されているタイパン装甲車

マンバ Mk.1
初期型。足回りは2x4。
スプリングバック Mk.1
改修型。
リーバ Mk.1
ICP社による改修を受けた型。
プーマ
エンジンと駆動系をトヨタ・ダイナ 7-145の物に更新した型。
マンバ Mk.2
足回りを4x4に変更した型。
マンバ Mk.2 EE
エストニア陸軍向けに生産された型。
マンバ Mk.2 SW
スウェーデン陸軍向けに生産された型。
コマンチ SWB
前後の車輪の間隔を短縮した型。操縦士も含め、7名が搭乗可能。
セイバー
車体後部を貨物区画に変更した型。車体前部のキャビンには4名が搭乗可能。
アルビス4
イギリス陸軍向けにアルビスUK社がライセンス生産した型。
アルビス8
コマンチ SWBのライセンス生産型。
RG-31
TFM社が再設計した型。
ロマド
Sandock Austral社による改修型。
リーバ Mk.2
ICP社による改修を受けた型。エンジンをカミンズ社製のものに換装した型。
スプリングバック Mk.2
改修型。
マンバ Mk.3
エンジンをメルセデス・ベンツ 321Nに変更した型。
リーバ Mk.3
ICP社による改修を受けた型。
マンバ Mk.3
エンジンをメルセデス・ベンツ 321Nに変更し、B7装甲を搭載した型。
マンバ Mk.5
エンジンをイヴェコ ユーロ3に変更した型。
マンバ Mk.7
タイパン
オーストラリアの特殊車両システム計画（Australian Specialised Vehicle System）の候補として、エンジンをメルセデス・ベンツ OM366LA ターボディーゼルに換装した型。ブッシュマスター装甲車に敗れる。

## 採用国
- カナダ
- コートジボワール
- エストニア - イギリス軍の保管車両を導入。
- コンゴ共和国
- ルワンダ
- シエラレオネ - 2024年時点で、シエラレオネ軍が1両のマンバ Mk5を保有[1]。
- 南アフリカ共和国
- イギリス - 退役予定。
- ウクライナ - エストニアから7両供与
- アメリカ合衆国